# 大川寿賀
大川 寿賀（おおかわ すが、1879年（明治12年）12月28日 - 1970年（昭和45年）10月1日）は、日本の陸軍軍人。最終階級は陸軍少将。

## 履歴
1879年（明治12年）12月28日、高知県土佐郡小高坂村（現在の高知市）で生まれた。海南中学を経て、1901年（明治34年）11月、陸軍士官学校（13期）を卒業。1903年（明治36年）6月、歩兵少尉に任官。1929年（昭和4年）8月、歩兵第23連隊長（宮崎）に就任。1932年（昭和7年）4月、陸軍少将になる。
退役後は土佐在郷将校会副会長、帝国在郷軍人会高知市連合会長等を歴任。1947年（昭和22年）11月28日、公職追放仮指定を受けた。
1970年（昭和45年）10月、90歳で死去した。

## 栄典
勲章
- 1940年（昭和15年）8月15日 - 紀元二千六百年祝典記念章[3]

## 参考資料
- 『高知県人名事典』高知市民図書館、1970年。
- 福川秀樹『日本陸軍将官辞典』芙蓉書房出版、2001年。